# Episodi di Cin cin (ottava stagione)
L'ottava stagione della serie televisiva Cin cin è andata in onda negli Stati Uniti dal 21 settembre 1989 al 3 maggio 1990 sul canale NBC.
Con una media di telespettatori stimati di 20 906 700 ha raggiunto il 3º posto nella classifica degli ascolti secondo il Nielsen Rating.
Sebbene accreditato, il personaggio di "Cliff" Clavin non appare nell'episodio 50-50 Carla. Sarà l'unica assenza di John Ratzenberger nell'arco delle 11 stagioni.
| nº | Titolo originale                     | Titolo italiano                      | Prima TV USA      | Prima TV Italia |
| -- | ------------------------------------ | ------------------------------------ | ----------------- | --------------- |
| 1  | The Improbable Dream, Part 1         | The Improbable Dream, Part 1         | 21 settembre 1989 |                 |
| 2  | The Improbable Dream, Part 2         | The Improbable Dream, Part 2         | 28 settembre 1989 |                 |
| 3  | A Bar is Born                        | A Bar is Born                        | 12 ottobre 1989   |                 |
| 4  | How to Marry a Mailman               | How to Marry a Mailman               | 19 ottobre 1989   |                 |
| 5  | The Two Faces of Norm                | The Two Faces of Norm                | 26 ottobre 1989   |                 |
| 6  | The Stork Brings a Crane             | The Stork Brings a Crane             | 2 novembre 1989   |                 |
| 7  | Death Takes a Holiday on Ice         | Death Takes a Holiday on Ice         | 9 novembre 1989   |                 |
| 8  | For Real Men Only                    | For Real Men Only                    | 16 novembre 1989  |                 |
| 9  | Two Girls for Every Boyd             | Two Girls for Every Boyd             | 23 novembre 1989  |                 |
| 10 | The Art of the Steal                 | The Art of the Steal                 | 30 novembre 1989  |                 |
| 11 | Feeble Attraction                    | Feeble Attraction                    | 7 dicembre 1989   |                 |
| 12 | Sam Ahoy                             | Sam Ahoy                             | 26 ottobre 1989   |                 |
| 13 | Sammy and the Professor              | Sammy and the Professor              | 4 gennaio 1990    |                 |
| 14 | What is...Cliff Clavin? (Cheers)     | What is...Cliff Clavin? (Cheers)     | 18 gennaio 1990   |                 |
| 15 | Finally!, Part 1                     | Finally!, Part 1                     | 25 gennaio 1990   |                 |
| 16 | Finally!, Part 2                     | Finally!, Part 2                     | 1º febbraio 1990  |                 |
| 17 | Woody or Won't He                    | Woody or Won't He                    | 8 febbraio 1990   |                 |
| 18 | Severe Crane Damage                  | Severe Crane Damage                  | 15 febbraio 1990  |                 |
| 19 | Indoor Fun with Sammy and Robby      | Indoor Fun with Sammy and Robby      | 22 febbraio 1990  |                 |
| 20 | 50-50 Carla                          | 50-50 Carla                          | 8 marzo 1990      |                 |
| 21 | Bar Wars III: The Return of Tecumseh | Bar Wars III: The Return of Tecumseh | 15 marzo 1990     |                 |
| 22 | Loverboyd                            | Loverboyd                            | 29 marzo 1990     |                 |
| 23 | The Ghost and Mrs. Lebec             | The Ghost and Mrs. Lebec             | 12 aprile 1990    |                 |
| 24 | Mr. Otis Regrets                     | Mr. Otis Regrets                     | 19 aprile 1990    |                 |
| 25 | Cry Hard                             | Cry Hard                             | 26 aprile 1990    |                 |
| 26 | Cry Harder                           | Cry Harder                           | 3 maggio 1990     |                 |